# El Judici Final (Van der Weyden)
El Judici Final és un políptic obra de Rogier van der Weyden, pintat c. 1445-1450. La tècnica original és oli sobre taula de roure, encara que alguns panells s'han transferit a llenç. Es troba a la col·lecció del Musée de l'Hôtel-Dieu, Beaune, a França. Va ser un encàrrec del canceller de Borgonya Nicolau Rolin per a decorar l'hospital que va fer construir per a persones sense recursos.

## Dades de context

### Tema

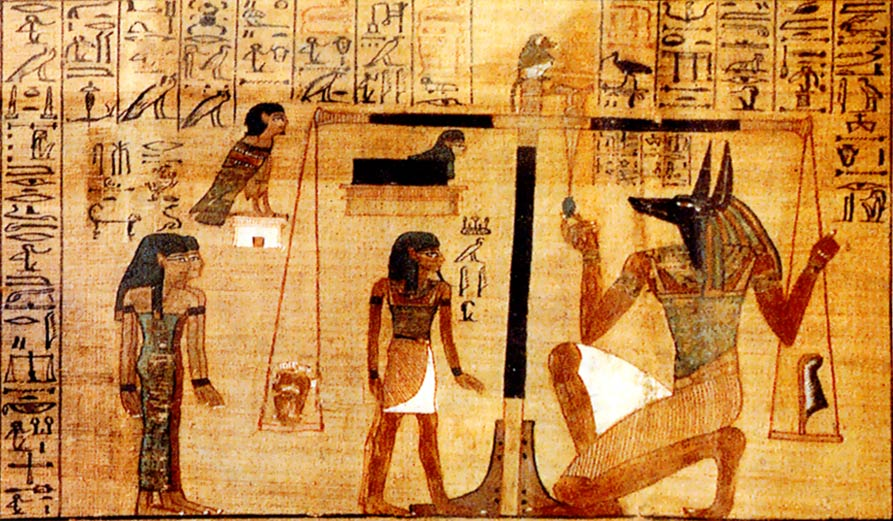
El judici d'Osiris (c. 1500 aC)

El Dia del Judici Final és la denominació religiosa de la fi del món, moment en què tota la humanitat serà jutjada pels seus actes. És un tema tractat per diferents religions des de l'antic Egipte i recollit pel cristianisme, l'islamisme o el zoroastrisme. En les creences cristianes, és el dia que Déu jutjarà a tots els éssers vius i crearà la nova terra segons l'Apocalipsi 20:11-15. L'Evangeli de Sant Mateu ho descriu dient: «Quan el Fill de l'home vindrà ple de glòria, acompanyat de tots els àngels, s'asseurà en el seu tron gloriós», Mt 25:31-46, passatge que és reflectida en la figura central d'aquest políptic.
La figura de sant Miquel arcàngel amb la bàscula està realitzant el pesatge dels mèrits i males accions del difunt per a fixar el seu destí diví. La utilització iconogràfica de la bàscula als textos cristians ja s'esmenta a l'Antic Testament al passatge de Job 31:5-6: «He fet camí amb la mentida?, he corregut cap al frau?. Que Déu em pesi amb balances de justícia i reconeixerà la meva integritat!». Sant Miquel és l'arcàngel que lluita contra el mal; és el miles Christus que combat al dragó -representació del mal- i als àngels rebels. La tradició va situar aquest arcàngel com l'encarregat en nom de Déu d'executar el pesatge, en associar-lo a la seva missió d'àngel protector del poble elegit.
Però amb tot, no es tracta d'una representació d'origen cristià, sinó que es tracta d'una adaptació de l'escena de la psicostàsia egípcia que apareix documentada al Llibre dels Morts, cap al segle xiii aC. La iconografia cristiana s'hauria adoptat des de l'Imperi Romà d'Orient en data indeterminada. Les imatges cristianes més antigues són de creus irlandeses del segle x i varen tenir molta difusió en el romànic, on generalment només apareixia sant Miquel sense la supervisió de Déu. Posteriorment van tenir continuïtat durant el gòtic dins dels judicis finals amb les dues figures: Déu com a jutge diví i sant Miquel com executor, igual que en aquesta obra. La primera representació gràfica a la península Ibèrica apareix en un infern enquadernat amb el Beat de Silos de finals del segle xi. Els frescos de l'església de santa Maria de Taüll de 1123 ja recullen les primeres mostres de psicostàsia a Catalunya.

### Autor
Rogier van der Weyden era nascut a Tournai (1399/1400) i és considerat un dels pintors més influent del segle xv dins del moviment dels primitius flamencs. S'havia format amb Robert Campin i va ser contemporani de Jan van Eyck amb qui, des de diferents perspectives, va desenvolupar l'escola flamenca del segle xv. Si Van Eyck, des de la seva ampla erudició i una treballada observació, va desenvolupar obres carregades de simbolisme, Rogier es va preocupar de representar, amb força realisme, els sentiments i sensacions - especialment els dolorosos - dels seus personatges, aconseguint-ho com cap pintor no ho havia capturat mai".
Va ocupar el càrrec de pintor de la ciutat de Brussel·les, centrant la seva obra principalment en retrats de personatges i mandataris de la cort de Borgonya i en pintura religiosa, en molts casos, tríptics i políptics de grans dimensions.
A les seves primeres obres, el seu estil és marcadament gòtic, hieràtic, i amb fons daurats. Posteriorment va evolucionar cap a línies sinuoses i fluides als cossos i a les robes. Els seus personatges són realistes, amb expressions patètiques i un fort dramatisme, cercant causar un fort impacte emocional en els espectadors.

### Història
El canceller de Borgonya Nicolau Rolin (ca. 1376-1462), un dels homes més rics i poderosos de l'època, va encarregar el retaule de Beaune per a l'hospital que, el 1443, havia fundat junt amb la seva tercera esposa Guigone de Salins, per atendre els pobres i els malalts a Beaune, en el ducat de l'antiga Borgonya, on encara es pot veure's avui aquesta obra. L'any 1441 havia rebut l'autorització del papa Eugeni IV per a la creació d'aquesta entitat. La capella de l'hospici va ser consagrada el 31 de desembre de 1452 pel fill del mateix donant, el bisbe d'Autun, Jean Rolin. A partir de 1459 es feien dues misses de rèquiem per l'ànima dels donant.

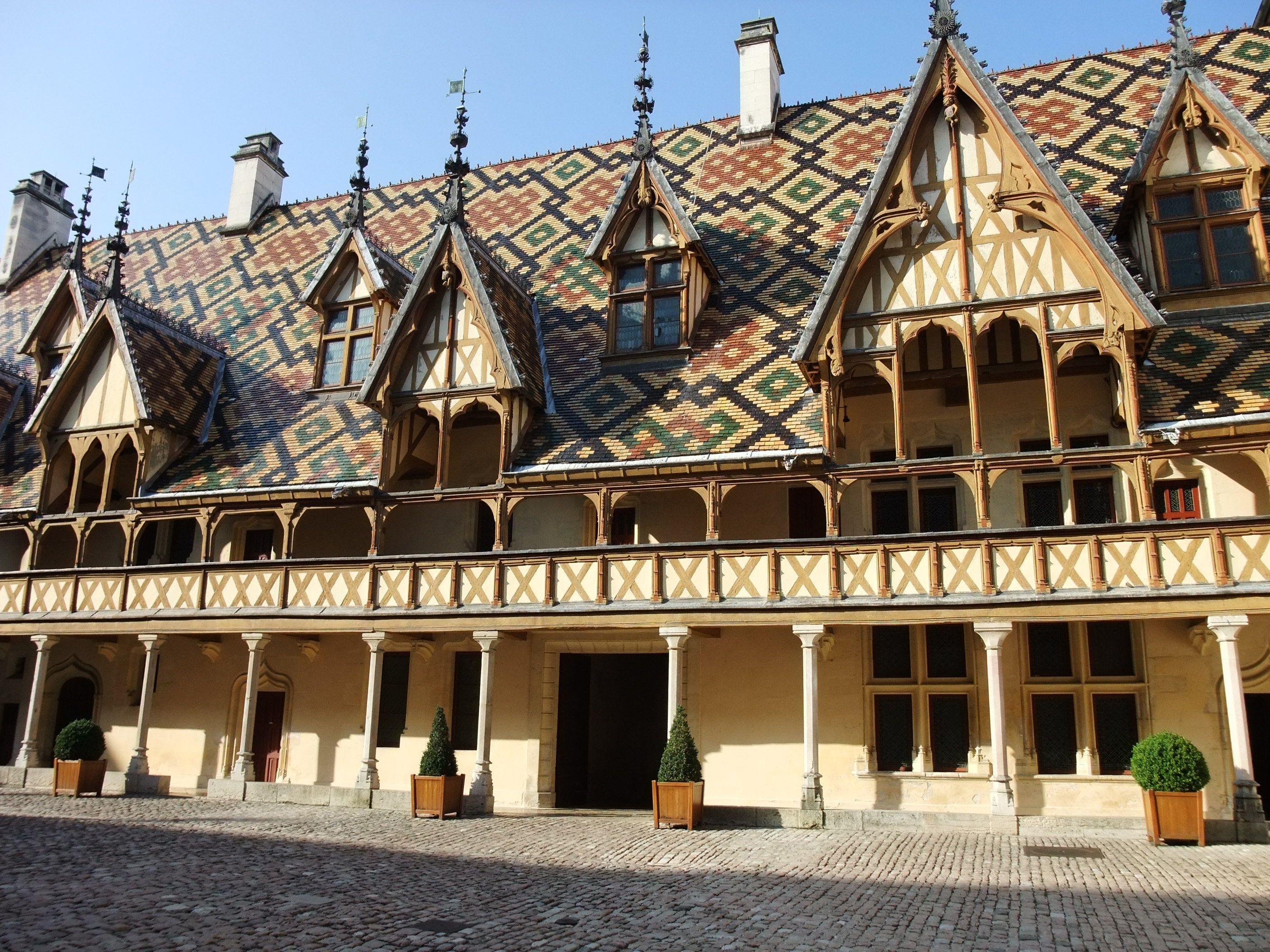
L'hospital de Beaune

El retaule estava destinat a la capella que es trobava al final de la sala d'hospitalització de 72 metres de llarg. Els pacients havien de poder veure-ho ni que fos parcialment, i les seves considerables dimensions, la composició, la clara distribució de tota la superfície de la imatge i la fàcil observació, fins i tot des de lluny, van ajudar a complir amb aquest requisit. Quan està obert, el retaule mostra el Judici Final, un advertiment clar als malalts perquè recordessin la seva pròpia mortalitat i orientessin les seves ments a Déu. Això és fàcilment comprensible, ja que la cura espiritual dels malalts era tan important com la cura corporal, i en el pensament de l'època, només es podia restaurar la salut des d'un estat de gràcia espiritual.
A començaments del segle xix les figures nues de les ànimes varen ser repintades per tal de vestir-les, una alteració que va ser eliminada en una restauració de 1870.
Fa uns anys, els panells van ser dividits per a poder mostrar simultàniament la part davantera i el revers.
La seva ubicació ha canviat a una sala contigua climatitzada per evitar un deteriorament a causa dels canvis de temperatura produïda pels 300.000 visitants anuals.

## Descripció
El retaule es compon de quinze panells de diferents mides; nou amb el retaule obert i sis a la versió tancada. Van der Weyden aplica una simetria rigorosa que reforça la idea maniquea que el destí de la humanitat és la salvació o la condemna. La composició del retaule combina la visió clàssica del Judici Final amb el pesatge de les ànimes de sant Miquel, qui pren força protagonisme. Destaca la presència d'un important nombre de personatges que fan de testimoni del Judici de Déu.

### Retaule obert
La taula central mostra la figura de Jesucrist qui, en una posició superior a la resta de figures, resulta especialment suggeridor del poder de Déu; està assegut en un arc de Sant Martí i recolza els seus peus sobre una esfera, símbol de l'univers. Amb la seva mà dreta beneeix els que se salven i, amb la mà esquerra, va maleint als condemnats. Dos gestos emfatitzats per la iconografia apropiada, respectivament, d'una branca de palma i una espasa de foc. Als extrems inferiors de l'arc estan representades les dues figures mitjanceres amb els humans, la Mare de Déu i sant Joan Baptista, format totes tres figures una deisi.

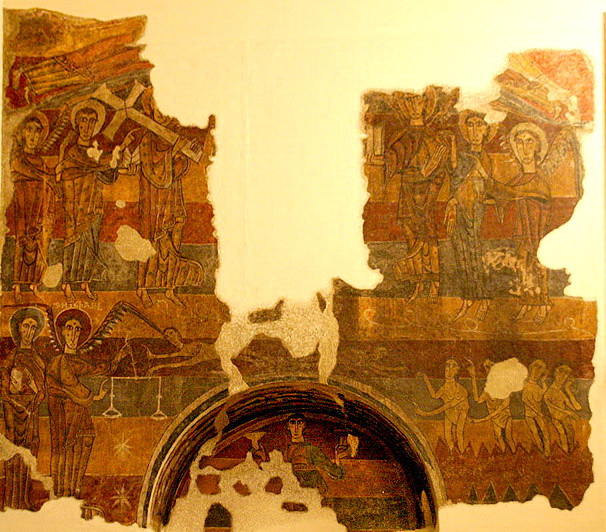
Fresc de Santa Maria de Taüll amb el Judici Final a la part inferior

Sota de la solemne imatge de Crist, la figura de sant Miquel arcàngel representa l'encarnació de la justícia divina, d'una bellesa irreal, rodejat de quatre querubins tocant trompetes per cridar els morts cap al seu destí final. L'arcàngel sosté una bàscula realitzant la psicostàsia o pesatge les ànimes enviant-les al Paradís, representat a la banda dreta o a l'Infern, a l'esquerra. Les ànimes estan representades per dues petites figures nues, «virtut» i «pecat». Una està de genolls i feliç, mentre que l'altra sembla horroritzada i turmentada. La bàscula adquireix connotacions relatives a la idea de la justícia igual que es mostra a El judici d'Osiris. Si en aquella obra tot succeeix sota l'atenta mirada d'Anubis, rei dels morts, al judici cristià la supervisió és de Déu, representat aquí per Jesucrist, tal com s'insinua per la presència dels instruments de la Passió sostinguts pels àngels al voltant seu.
No apareix en aquesta representació la figura del dimoni intentant desequilibrar la bàscula al seu favor, un gest popular a la iconografia del sud d'Europa i que ja s'observa a la portalada romànica del segle xiii de la catedral_de_Roda_d'Isàvena.
Cadascun d'aquest dos estadis està descrit al llarg de tres taules ubicades a banda i banda de la central. La composició de totes aquestes taules, en conjunt, es divideix en dos nivells.
A la part baixa de les taules, hi ha la terra, de la qual surten ressuscitades les ànimes, representades per dos petits grups de figures. Estan nues per a mostrar que al Judici Final s'arriba sense símbols externs de rang social o de poder i només comptaran les obres realitzades i els pecats comesos. Les figures es representen en una escala més petita, més humama que la dels sants que estan sobre d'elles. Tots estan inexorablement condicionats al seu destí; els condemnats són aixafats sota el pes dels seus pecats. Surten d'una terra seca i esquerdada dolorosament, envoltats per les espurnes dels senders de foc i fum.
La part alta està envoltada d'un núvol d'or, on s'asseuen com a testimonis del judici els apòstols acompanyats de personatges rellevants del moment.
A les taules de l'esquerra, el costat de la salvació, estan encapçalats per la Mare de Déu asseguda a la base de l'arc que la uneix amb Crist i amb sant Joan Baptista, a l'altre extrem. Darrere hi ha dos apòstols. A la segona taula, junt amb altres quatre apòstols, hi ha quatre personatges masculins: el papa Eugeni IV, el duc Felip de Borgonya representat amb una corona, el canceller Rolin i, en segon pla, el fill del donant, Jean Rolin, bisbe d'Autun. El paradís, a la tercera taula, es representa com una porta a un castell amb una llum de gran brillantor. La gent camina tranquil·lament cap a ella tancant les seves mans en oració, mentre un àngel es troba al costat de la porta.
A les taules de la dreta, el costat de l'infern, el primer personatge, equidistant amb la Mare de Déu, és sant Joan Baptista, acompanyat de dos apòstols. A la segona taula, darrere de quatre apòstols, hi ha tres dones: la duquessa Isabel de Portugal, Guigone de Salins, esposa de canceller Rolin i la seva fillastra. L'infern és representat com un lloc de foc ombrívol, i les persones que es dirigien cap allà estan cridant i plorant.
La situació dels homes al costat de la salvació i les dones al contrari reflecteix la visió que es tenia al segle xv de la dona com un ser temptador i, en conseqüència, més difícil de salvar que l'home, per això, només hi ha tres dones dins el grup guiat per un àngel, cap a la porta del cel, mentre que dins del grup dels condemnats hi ha sis dones.
A la part superior del políptic, a cada costat de la imatge de Crist, hi ha dues taules petites amb dos àngels cadascuna. A la taula de l'esquerra els àngels sostenen una creu i una corona d'espines; els àngels de la taula de la dreta porten una llança, una esponja amb vinagre i una columna de la flagel·lació de Jesús, és a dir, els instruments de la Passió.
- Personatges masculins
- Personatges femenins
- Sant Miquel pesant les ànimes
- Dos àngels portant el pilar on Crist va ser flagelat
- Una ànima sortint de la tomba
- Condemna i salvació

### Retaule tancat

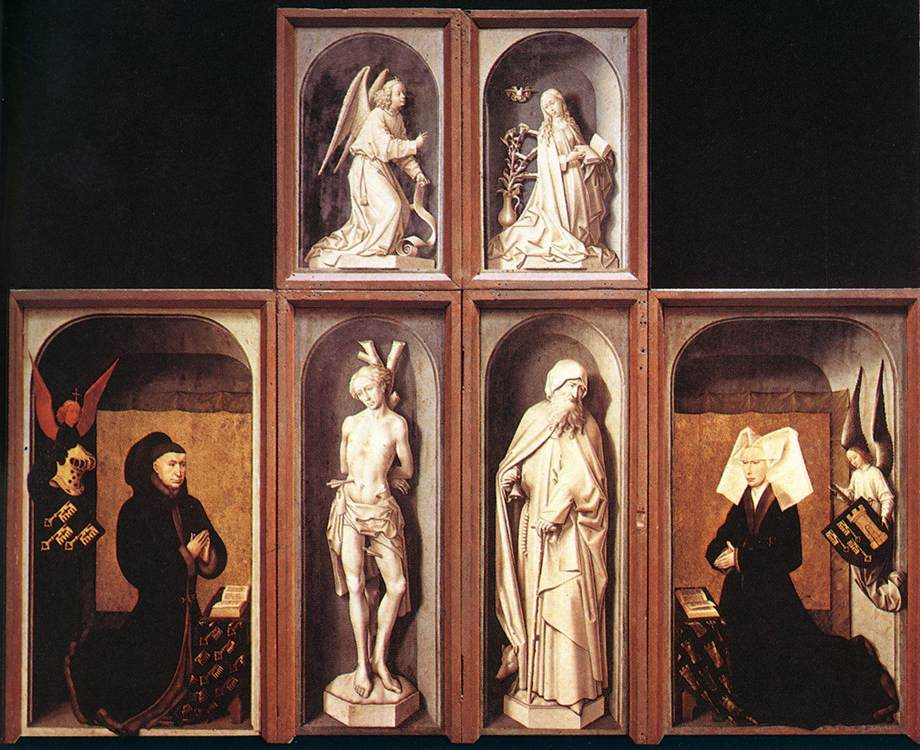
Visió tancada del políptic

Amb el políptic tancat, les quatre taules centrals contenen quatre figures realitzades en grisalla i ubicades dins una fornícula que li dona un efecte trompe l'oeil clàssic als tríptics de l'època. Les dues superiors representen una Anunciació, referint-se al dia que comença el procés que ha de portar a la salvació de la humanitat i que ha d'acabar amb el Judici Final, és a dir, el tema central. L'escena respon al patró clàssic de l'arcàngel Gabriel a l'esquerra sostenint un filacteri i la Mare de Déu a la dreta, mig agenollada i llegint un llibre. Darrere seu es veu un gerro amb lliris, símbol de puresa i sobre el seu cap hi ha la imatge de l'Esperit Sant. Les dues taules inferiors centrals tenen un sant Sebastià i un sant Antoni Abat, dos protectors contra les plagues.
A banda i banda d'aquestes i d'una mida superior, hi ha el retrat dels comitents, el canceller Rolin a l'esquerra i la seva dona a la dreta. Estan agenollats, en posició de pregar i darrere de cadascun d'ells hi ha un àngel sostenint el seu escut d'armes. La pintura, sense arribar a ser una grisalla, mostra un color suau i enfosquit en contrast amb la vivor dels colors del retaule obert.
El canceller havia estat retratat com a comitent a La Mare de Déu del canceller Rolin el 1435 per Jan van Eyck, qui ja havia mort quan Rolin va encarregar aquesta obra a Van der Weyden. Una comparació entre els dos retrats de Rolin mostra els mateixos llavis carnosos, mentó prominent, i l'orella apuntada. El retrat de Van Eyck té una expressió de dignitat i gravetat que està absent a la imatge fràgil i trist que mostra en aquesta obra. Part d'aquesta diferència podria atribuir-se a l'edat del personatge. Entre les dues obres hi ha uns deu anys de diferència i la primera és de quan Rolin ja tenia uns seixanta anys, de manera que en ambdós casos, ja era un home d'avançada edat. És més probable que les diferències estiguin inspirades pels diferents propòsits pels quals aquests retrats van ser produïts. Encara que ambdues obres són retaules, el gest del canceller de Van Eyck és més superb, visualment manté un to d'igualtat amb la Verge. Si al retaule de Van Eyck el canceller és un dels dos personatges de la pintura, el retrat de Van der Weyden és només un panell aïllat d'un políptic del Judici Final donat per a la capella de l'hospital de Bauné. La diferència entre un arrogant Rolin i un altre humil és destacada a través de la forma en què cada artista ha adaptat el seu retaule amb la finalitat per a la qual estava previst, la primera d'un context de poder familiar, i el segon per a un lloc de malaltia i mort.

## Relació amb altres Judicis Finals
|  |  |

El tema del Judici Final va ser recollit pels principals artistes del període, com Jan van Eyck que va pintar les ànimes condemnades de forma molt gràfica amb personatges sortint de les tombes de la terra i del mar i amb un elenc de condemnats a la part inferior central del quadre, sota un esquelet somrient. L'obra de Van der Weyden és força diferent de la del Van Eyck tot i incorporar els principals protagonistes. Sant Miquel no pesa les ànimes, la divisió entre ànimes salvades i castigades no es produeix a partir de la seva resurrecció.
El deixeble de Van der Weyden, Vrancke van der Stockt, va fer un tríptic del Judici Final, a partir de la idea del seu mestre, si bé va reduir el nombre d'escenes per a representar cadascun dels destins. La imatge de Jesús segueix el mateix patró: assegut sobre un arc formant una deisi amb Maria i sant Joan als extrems, àngels amb instruments de la Passió, sant Miquel amb bàscula, en aquest cas manipulada pel dimoni per a fer trampes. Tota l'escena central està emmarcada en una mena de portalada d'església amb escenes de la vida de Jesús en l'arquivolta. En aquest cas, no hi ha testimonis ni apòstols, ni contemporanis de l'obra.
Hans Memling, un altre deixeble de Van der Weyden, també va fer un tríptic amb clares referències a aquesta obra. Molts dels elements es repeteixen condensats a la taula central, com ara els apòstols que se situen al voltant de l'arc on s'asseu Jesús. Apareixen també els querubins amb trompetes que no hi són a l'obra de Vrancke van der Stockt.